# 鍵屋之辻決鬥事件
鍵屋之辻決鬥事件（日语：／ Kagiya no Tsuji no Kettō））是寬永11年陰曆11月7日（1634年12月26日）渡邊数馬和荒木又右衛門爲了替数馬的弟弟報仇，在伊賀国（今 三重縣）上野的鍵屋十字路（「辻」在日語中是十字路口的意思，以下都用「辻」）殺了仇人河合又五郎的事件。也被稱爲伊賀越的復仇（伊賀越の仇討ち）。此事件與曾我兄弟復仇事件和元禄赤穗事件並稱爲日本三大報仇事件。 

## 事件經過
寬永7年（1630年）7月11日，岡山藩藩主池田忠雄寵愛的小姓渡邊源太夫拒絕了藩士河合又五郎的求愛，河合又五郎惱羞成怒殺了渡邊源太夫，隨後脱藩投靠江戶的旗本安藤正珍。池田忠雄要求江戶幕府引渡河合又五郎，安藤次右衛門（安藤正珍）糾集了一批旗本拒絕了這一要求，最終發展成為外樣大名和旗本之間的對立。
寬永9年（1632年），池田忠雄生天花突然去世。臨死留下要殺死河合又五郎報仇的遺願。其子池田光仲繼承家督，池田家被遷因幡国鳥取。幕府打算依據喧嘩兩成敗的原則處理這一事件，讓旗本閉門思過並把河合又五郎逐出江戶。然而渡邊源太夫的哥哥渡邊数馬依舊打算報仇。戰國時代的習慣一般是弟弟為兄長、子孫為父親、屬下為主君報仇，哥哥為弟弟報仇是比較少見的，這也有遵從主君池田忠雄遺言的含義在内。数馬沒有遵守遷国令，為了報仇而脱藩。
劍術不精的数馬找了擔任郡山藩劍術指導的姐夫荒木又右衛門作爲幫手。数馬和又右衛門在四處打探河合又五郎的行蹤，寬永11年（1634年）11月終于在奈良旧郡山藩士的宅第發現隱藏的河合又五郎。又五郎也感覺到了危險，打算再次逃往江戶。数馬和又右衛門打探到又五郎準備經過伊賀路前往江戶的消息后，在必經的鍵屋之辻埋伏守候。又五郎一行除了又五郎之外還有又五郎的叔叔元郡山藩劍術指導河合甚左衛門，妹夫使槍的高手櫻井半兵衛等人護衛，共有11人。埋伏的数馬方面只有渡邊数馬和荒木又右衛門以及荒木的門下弟子岩本孫右衛門，河合武右衛門4人。
11月7日早晨，河合又五郎在不知情況中到達鍵屋之辻遭到数馬，又右衛門等人的伏擊。孫右衛門和武右衛門首先攻擊騎馬的櫻井半兵衛和持槍的人，目的是不讓半兵衛拿到槍。又右衛門也用刀向騎馬的河合甚左衛門腳上斬去，使其落馬后砍死了他。但是武右衛門也被對方殺死。河合又五郎一方的兩大高手河合甚左衛門和櫻井半兵衛，此時都被解決。其餘衆人無心繼續戰鬥頓時作鳥獸散。
來不及逃跑的河合又五郎被数馬和又右衛門等人包圍。打倒河合又五郎是数馬的任務，可是兩人劍術都不是很高明，對斬了5個小時，数馬終于傷到又五郎，於是在一旁又右衛門最終刺殺了又五郎。
俗稱又右衛門斬殺了36人（「36人斬」），實際又右衛門只有斬了2人。
決戰之地的領主津藩藩主藤堂家為渡邊数馬提供了又五郎一行的情報，並且派了藩兵封鎖了決戰之地的周圍道路防止又五郎逃跑。這是因爲藤堂家是外様大名，在這次外様大名和旗本的衝突中，無疑站在外様大名這邊。
完成了夙願的数馬和又右衛門受到了世人的矚目。特別是實際主導這次報仇的關鍵人物荒木又右衛門得到一致稱讚。数馬、又右衛門、孫右衛門隨後4年間都被關押在伊賀上野的藤堂家，期間又右衛門是由鳥取藩領去，還是旧主郡山藩領去引起了紛糾。最後3人被鳥取藩領走。
寬永15年（1638年）8月13日，3人到達鳥取，可是17天之後鳥取藩公佈又右衛門死去的消息。又右衛門的死十分突然，有被毒死、藏匿等很多揣測。

## 其后
這次事件在江戶時代成爲歌舞伎、浄瑠璃、講談的題材受到大衆歡迎。近現代又通過電影、電視劇、小説不斷搬上熒幕。

## 作品一覧
- 『伊賀越乗掛合羽』歌舞伎。安永6年上演，奈河亀輔創作。
- 『伊賀越道中双六』人形浄瑠璃・歌舞伎。

天明3年上演、近松半二合作。
- 『荒木又右衛門　決鬥鍵屋之辻』　1952年東宝。森一生導演、黒澤明劇本。

荒木又右衛門：三船敏郎、河合甚左衛門志村喬。
- 『荒木又右衛門　決鬥！鍵屋之辻』　1990年NHK

荒木又右衛門：仲代達矢。
- 『決鬥鍵屋の辻 荒木又右衛門』　1993年日本電視臺。

荒木又右衛門：高橋英樹 。
- 『荒木又右衛門　男たちの修羅』　1994年東京電視臺。

荒木又右衛門：加藤剛。
- 『天下騒乱〜徳川三代の陰謀』　2006年東京電視臺新春長篇時代劇。

荒木又右衛門：村上弘明。衆道

## 鍵屋之辻的現狀
鍵屋之辻是伊勢街道和奈良街道回合點，現在建有「鍵屋之辻史跡公園」。
園内有陳列荒木又右衛門的遺品和錦絵的伊賀越資料館以及数馬茶屋。